# 昌化石
昌化石（しょうかせき）は、篆刻の主要な印材。
中華人民共和国浙江省杭州市臨安区昌化鎮（旧昌化県）の玉岩山周辺の産。
鉱石としては葉ろう石である。中国では四大印石として名高い。
辰砂（HgS）を含んで鮮血のように鮮やかな赤を発色する鶏血石（昌化鶏血石）が特に知られる。